# Sitzverteilung der Abgeordneten des Vereinigten Königreichs im Europäischen Parlament
Die folgenden Tabellen zeigen die Sitzverteilung der Abgeordneten des Vereinigten Königreichs im Europäischen Parlament von der ersten Direktwahl 1979 bis zum Austritt aus der EU 2020.

## Britische Abgeordnete
Die folgende Tabelle zeigt die Zahl der Abgeordneten aus Großbritannien jeweils zu Beginn und Ende der Legislaturperiode. Bis 1994 wurden die Abgeordneten per Mehrheitswahl in 78 bzw. 84 Wahlkreisen gewählt. Seit 1999 erfolgte die Wahl als Verhältniswahl in elf Wahlkreisen.
| Partei                           | 1979/1984 | 1979/1984 | 1984/1989 | 1984/1989 | 1989/1994 | 1989/1994 | 1994/1999 | 1994/1999 | 1999/2004 | 1999/2004 | 2004/2009 | 2004/2009 | 2009/2014 | 2009/2014 | 2014/2019 | 2014/2019 | 2019/2020 | 2019/2020 |  |
| -------------------------------- | --------- | --------- | --------- | --------- | --------- | --------- | --------- | --------- | --------- | --------- | --------- | --------- | --------- | --------- | --------- | --------- | --------- | --------- |  |
| Conservative Party               | 60        | 60        | 45        | 45        | 32        | 32        | 18        | 15        | 36        | 36        | 27        | 28 3      | 25        | 25        | 19        | 18        | 4         | 8         |  |
| Labour Party                     | 17        | 16        | 32        | 32        | 45        | 45        | 62        | 60        | 29        | 28        | 16        | 16        | 13        | 13        | 20        | 20        | 10        | 10        |  |
| Liberal Democrats                |           | 1         |           |           |           |           | 2         | 3         | 10        | 11        | 12        | 11        | 11        | 12        | 1         | 1         | 16        | 16        |  |
| UKIP                             |           |           |           |           |           |           |           |           | 3         | 3         | 12        | 10        | 13        | 9 3       | 24        | 7 8       |           |           |  |
| Green Party of England and Wales |           |           |           |           |           |           |           |           | 2         | 2         | 2         | 2         | 2         | 2         | 3         | 3         | 7         | 7         |  |
| Scottish National Party          | 1         | 1         | 1         | 1         | 1         | 1         | 2         | 2         | 2         | 2         | 2         | 2         | 2         | 2         | 2         | 2         | 3         | 3         |  |
| Plaid Cymru                      |           |           |           |           |           |           |           |           | 2         | 2         | 1         | 1         | 1         | 1         | 1         | 1         | 1         | 1         |  |
| Brexit Party                     |           |           |           |           |           |           |           |           |           |           |           |           |           |           |           | 9         | 29        | 25        |  |
| British National Party           |           |           |           |           |           |           |           |           |           |           |           |           | 2         | 1         |           |           |           |           |  |
| Andere                           |           |           |           |           |           |           |           | 2         |           |           |           | 2 5       |           | 4 6       |           | 1         |           |           |  |
| Andere                           | 2 4       |           |           |           | 2         |           |           |           |           |           |           |           |           |           |           |           |           |           |  |
| Andere                           |           |           |           |           |           |           |           |           |           |           |           |           |           |           | 5 7       |           |           |           |  |
| Andere                           |           |           |           |           |           |           |           |           |           |           |           |           |           |           | 1         |           |           |           |  |
| Summe                            | 78        | 78        | 78        | 78        | 78        | 78        | 84        | 84        | 84        | 84        | 75        | 75        | 69        | 70        | 70        | 70        | 70        | 70        |  |

## Abgeordnete aus Nordirland
Die drei nordirischen Abgeordneten wurden mit einem Wahlsystem mit Übertragbarer Einzelstimmgebung gewählt.
|                                    | 1979 | 1984 | 1989 | 1994 | 1999 | 2004 | 2009 | 2014 | 2019 | 2020 |  |
| ---------------------------------- | ---- | ---- | ---- | ---- | ---- | ---- | ---- | ---- | ---- | ---- |  |
| Ulster Unionist Party              | 1    | 1 0  | 1    | 1    | 1    | 1 2  | 1    | 1    |      |      |  |
| Democratic Unionist Party          | 1    | 1    | 1    | 1    | 1    | 1 3  | 1    | 1    | 1    | 1    |  |
| Social Democratic and Labour Party | 1    | 1    | 1    | 1    | 1    |      |      |      |      |      |  |
| Sinn Féin                          |      |      |      |      |      | 1    | 1    | 1    | 1    | 1    |  |
| Alliance Party of Northern Ireland |      |      |      |      |      |      |      |      | 1    | 1    |  |

## Legende
| Europäische Demokraten (1979–1992), Europäische Konservative und Reformer (seit 2009) |
| Europäische Volkspartei/Europäische Demokraten (1992–2009) |
| Sozialistische Fraktion (bis 1993, 2004–2009), Sozialdemokratische Partei Europas (1993–2004), Progressive Allianz der Sozialdemokraten (seit 2009)                                                                 |
| Europäische Liberalen, Demokratischen und Reformpartei (1994–2009), Allianz der Liberalen und Demokraten für Europa (2009–2019), Renew Europe (seit 2019)                                                           |
| Europa der Demokratien und der Unterschiede (1999–2004), Unabhängigkeit und Demokratie (2004–2009), Europa der Freiheit und der Demokratie (2009–2014), Europa der Freiheit und der direkten Demokratie (2014–2019) |
| Regenbogengruppe (1984–1994), Grüne/Europäische Freie Allianz (seit 1999) |
| Europäische Demokraten für den Fortschritt (1979–1984), Europäische Demokratische Allianz (1984–1995) |
| Fraktion für die technische Koordinierung und Verteidigung der unabhängigen Gruppen und Abgeordneten (1979–1984) |
| Europa der Nationen und der Freiheit (2015–2019) |
| Konföderale Fraktion der Vereinten Europäischen Linken/Nordische Grüne Linke |
| Fraktionslose |